# München Mord: A saisonale G’schicht
A saisonale G’schicht ist ein deutscher Fernsehfilm von Maris Pfeiffer aus dem Jahr 2024. Es handelt sich um die 18. Folge der Kriminalfilmreihe München Mord mit Bernadette Heerwagen, Alexander Held und Marcus Mittermeier in den Hauptrollen. In der ZDFmediathek wurde der Film am 3. Februar 2024 veröffentlicht, die Erstausstrahlung im ZDF erfolgte am 10. Februar 2024.

## Handlung
Klaus Niehoff wird beim Friedensengel tot aufgefunden. Zunächst wird ein Suizid durch einen Sturz aus der Höhe angenommen. Die Ehe des Opfers mit Nina Niehoff war am Ende, er wollte ausziehen, weil er jemand kennengelernt hatte. Laut seiner Frau war er mit seiner neuen Freundin verlobt. Das Konto hatte er leergeräumt, das Haus wurde gepfändet. Allerdings liegt kein Abschiedsbrief, SMS oder sonstige Erklärung oder Ankündigung vor.
Ein Kioskbetreiber hatte beobachtet, dass eine Motorradfahrerin mit roten Streifen auf der Jacke Niehoff zu Fuß gefolgt war. Niehoff hatte ein Souvenir aus der Galerie in Form einer goldenen Mantis religiosa bei sich, ein Plakat führt Schaller zur von Mareike Lohmann kuratierten Ausstellung über Gottesanbeterinnen. Auf den Videoaufnahmen der Überwachungskamera des Museums ist Klaus Niehoff im Streit mit Katrin Markgraf zu sehen. Markgraf betreibt die Firma Margrave Premium Cosmetics und gibt an, Klaus drei oder vier Mal getroffen zu haben, für sie war es allerdings nichts Ernstes, im Gegensatz zu ihm. Flierl vermutet daher Liebeskummer als Motiv für den Suizid.
Bei der Frau mit dem Motorrad handelt es sich vermutlich um die Privatermittlerin Franziska „Franzi“ Müller, Klaus hatte sie kurz vor seinem Tod angerufen. Außerdem liegt eine Anzeige wegen Körperverletzung vor, Niehoff hatte sich vor zwei Wochen mit Stefan Probst wegen Katrin Markgraf, an der beide interessiert waren, geprügelt. Flierl findet heraus, dass Klaus Niehoff an Katrin Markgraf nach und nach rund 40.000 Euro überwiesen hatte. Ebenso hatte Probst in deren Unternehmen investiert. Möglicherweise hatte Niehoff vermutet, dass mit Markgraf etwas nicht stimmt und Franziska Müller beauftragt, Beweise dafür zu finden. Eventuell wollte er sein Geld von Markgraf zurück, sie hätte damit ein Motiv, ihn loszuwerden. Markgraf war allerdings zur Tatzeit in der Galerie.
Schaller ermittelt undercover bei Katrin Markgraf, indem er sich als wohlhabender Witwer ausgibt, der auf der Suche nach einer Partnerin ist. Flier und Neuhauser beobachten Franziska Müller, wie sie sich mit dem jungen Leon Stöckl trifft, den sie zuvor bei Markgraf kennengelernt hatten. Über Leon, der über den Paketinhalt nicht informiert war, hatte Müller von Markgraf ein Paket mit 20.000 Euro erhalten. Während Neuhauser Leon verdächtigt, der kein Alibi für den Todeszeitpunkt von Niehoff hat, vermutet Flierl, dass Markgraf Müller bezahlt hatte, um Niehoff hinunterzustoßen.
Bald darauf wird Franziska Müller blutüberströmt am Boden liegend aufgefunden, sie dürfte mit einer Nagelpistole getötet worden sein. Auf den Fotos bei Franziska sind Probst und Markgraf zu sehen. Möglicherweise wurde der verheiratete Probst mit den Fotos von Müller erpresst. Probst behauptet, dass seine Nagelpistole verschwunden ist, er wird vorläufig festgenommen. Laut Flierl könnte allerdings der wahre Täter die Nagelpistole tatsächlich von Probst gestohlen haben, um den Verdacht auf ihn zu lenken.
Schaller vermutet, dass nicht Probst mit den Fotos erpresst wurde, sondern Markgraf. Müller könnte ihr gedroht haben, allen ihren Verehrern die gesammelten Fotos zu zeigen, sollte sie nicht zahlen. Leon, der Katrin Markgraf ebenfalls verehrt hatte, war ihr gefolgt, hatte sie mit Probst beobachtet, dessen Nagelpistole gestohlen und damit Franziska Müller getötet. Leon gesteht, er habe es für Katrin getan.
Titelgebend ist Neuhausers Affäre mit Nicole, die er als „saisonale G’schicht“ bezeichnet und die bald darauf mit ihm Schluss macht.

## Produktion

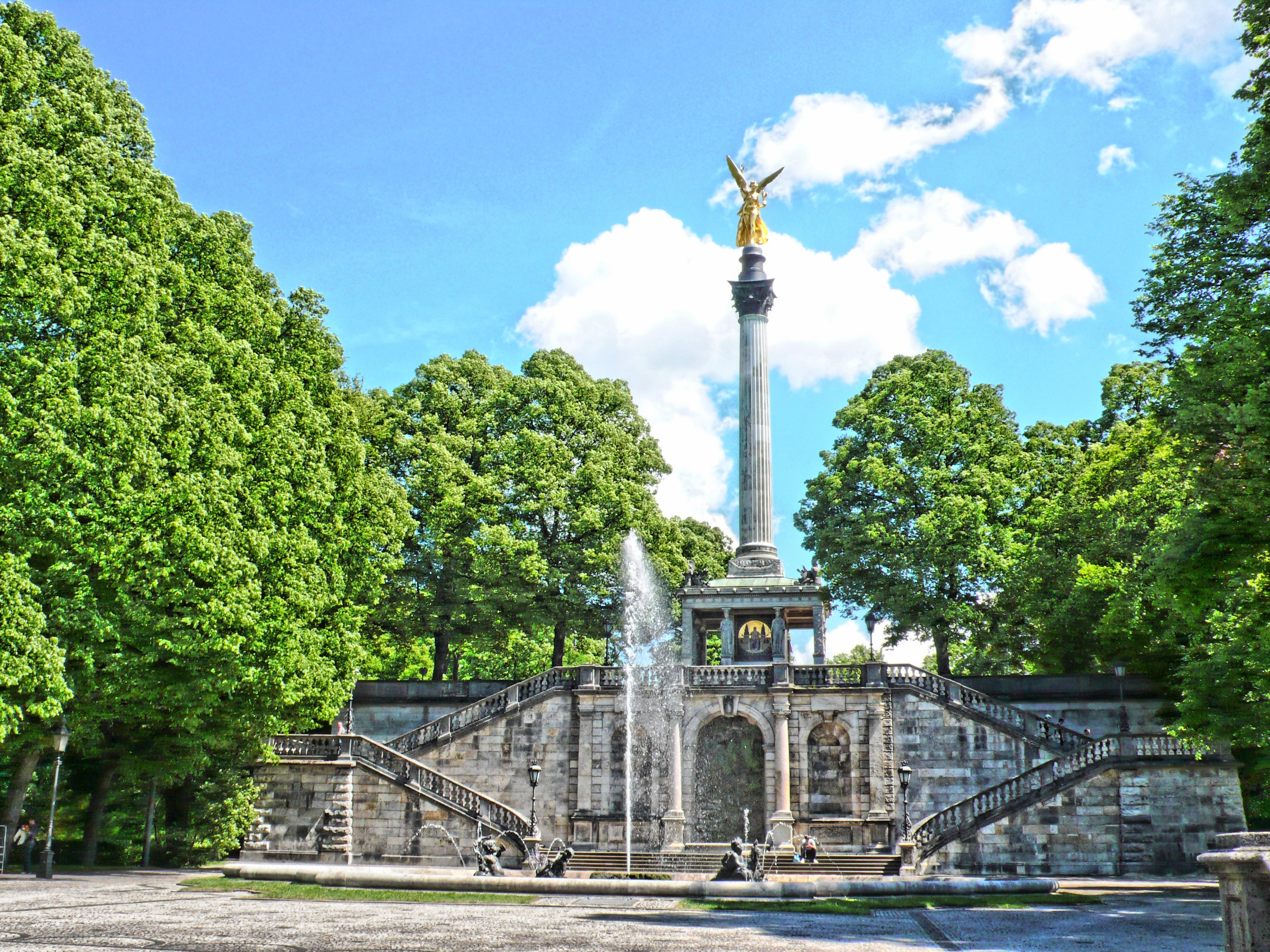
Einer der Drehorte: das Friedensdenkmal

Drehort der Schlussszenen: die Galopprennbahn Riem

Die Dreharbeiten fanden gemeinsam mit dem 17. Teil Der gute Mann vom Herzogpark vom 11. Oktober bis zum 13. Dezember 2022 in Bayern statt. Produziert wurde der Film von der TV60Filmproduktion (Produzent Sven Burgemeister) im Auftrag des ZDF.
Das Drehbuch schrieb Peter Kocyla, die Kamera führte Nathalie Wiedemann und die Montage verantwortete Simone Sugg-Hofmann. Das Kostümbild gestaltete Theresia Wogh, das Szenenbild Michael Björn Köning, den Ton Christian Hegner und das Maskenbild Martine Flener und Cornelia Ritz.

## Rezeption

### Kritiken
Rainer Tittelbach vergab auf tittelbach.tv 4,5 von 6 Sternen. Der Grundton bleibe wie stets in dieser etwas anderen Krimi-Reihe leicht, die Interaktionen der Kommissare locker, die Erzählweise undramatisch.
tvspielfilm.de urteilte: „Diese G’schicht schauen wir uns gern mehrmals an“.
Franziska Wenzlick bezeichnete den Film auf swyrl.tv als äußerst gelungene Episode der ZDF-Reihe, die Spaß mache, auch wenn die Handlung für Fans düsterer Kriminalfälle stellenweise etwas zu harmlos geraten sein dürfte.
Tilmann P. Gangloff befand auf stuttgarter-nachrichten.de, dass die Krimihandlung interessant sei, dennoch lebe der Film vor allem vom Miteinander des Ermittlungstrios.
Oliver Armknecht bewertete den Film auf film-rezensionen.de mit fünf von zehn Punkten. Dieser lasse den Humor vermissen, den man oft in der Reihe finde. Dafür sei der Fall um einen mutmaßlichen Selbstmord tragischer als sonst, wenn man lauter unglücklichen Menschen begegnet. Das Ergebnis überzeuge aber nur zum Teil, da die Emotionalität oft nur behauptet sei, anstatt sie spürbar zu machen.

### Quote
Die Erstausstrahlung am 10. Februar 2024 im ZDF erreichte 6,61 Millionen Zuschauer bei einem Marktanteil von 25,5 Prozent.